# Scelolophia rectimargo
Scelolophia rectimargo är en fjärilsart som beskrevs av Dyar 1913. Scelolophia rectimargo ingår i släktet Scelolophia och familjen mätare. Inga underarter finns listade.